# Pilar de Guadalupe
Pilar de Guadalupe är en ort i Mexiko.   Den ligger i kommunen Zaragoza och delstaten San Luis Potosí, i den centrala delen av landet, 300 km nordväst om huvudstaden Mexico City. Pilar de Guadalupe ligger 1 896 meter över havet och antalet invånare är 148.
Terrängen runt Pilar de Guadalupe är platt västerut, men österut är den kuperad. Runt Pilar de Guadalupe är det ganska glesbefolkat, med 22 invånare per kvadratkilometer. Närmaste större samhälle är Santa María del Río, 16,4 km söder om Pilar de Guadalupe. Omgivningarna runt Pilar de Guadalupe är i huvudsak ett öppet busklandskap.